# 阪神3000系電車
阪神3000系電車（はんしん3000けいでんしゃ）は、阪神電気鉄道が1983年に導入した優等列車用の電車で、赤胴車と呼ばれる急行系車両の形式である。7801・7901形と3521形による3両編成を種車に、制御装置を抵抗制御から界磁チョッパ制御に更新改造して登場した。

## 概要
1973年と1979年の2度のオイルショックによって省エネルギーの機運が高まり、阪神では駅間距離が短く加減速の頻度が高い普通系車両（ジェットカー）で回生ブレーキ付きの電機子チョッパ制御を採用し、30%の高い回生率を達成した。しかし急行系車両では加減速が少なく、高速走行によりブレーキ初速も高いため、電機子チョッパ制御では省エネ効果が不十分と判断された。このため、価格面で有利な界磁チョッパ制御を急行系車両で採用することとなった。
改造種車は、経済車の7801・7901形と3521形である。3521形は単車走行が可能な片運転台の増結車であったが、冷房改造の際に床下スペースの関係から冷房電源が搭載できなかったため、7901形に搭載した大容量の110kVAのMGから給電を受ける形を取り、3521形の12両は7801・7901形7801-7901から7912-7812までの2両×12ユニットとの3両固定編成となっていた。
普通系車両の代替新造が一段落した1983年より、この3両編成を回生・抑速ブレーキ付きの界磁チョッパ制御車に更新改造することとなり、3000系として登場した。1983年9月に3101Fと3102Fの2本が竣功し、1年に1 - 2編成のペースで改造が行われ、1989年7月に3111が登場して全編成の改造が完了した。
従来の阪神の車両は、車両形式に関係なく複数形式の併結運転が可能であったため、「系」の区分を持たず「形」のみで示していたが、3000系は同一系列だけでの編成を前提にしたことから、阪神で初めて「系」の呼称が付くようになった。以後、阪神の新形式車は1986年に3801・3901形を改造して登場した8701・8801・8901形と7890・7990形を除いて「系」で呼ばれている。

## 改造内容

### 編成構成
編成は梅田方から3101 (Mc)  - 3001 (M')  - 3201 (Tc) で、種車のMc-T-Mc編成とは異なり、中間車を電装改造して神戸方先頭車の電装を解除することでMM'ユニットを組むこととなり、制御装置の改造に併せて回生ブレーキも搭載し性能の向上・省電力化・保守の省力化を図った。
編成中の7901形全車に電装改造を実施して中間電動車の3001形としたが、3101形と3201形については、大阪方の7801形、3521形の奇数車とも制御電動車の3101形とし、神戸方の3521形・7801形偶数車の電装を解除して制御車3201形とした。パンタグラフはMc車の3101形に搭載されたほか、電装解除したTc車の3201形にも回生ブレーキ作動時の離線対策として種車のものが存置された。
連結器は運転台側がバンドン式、編成中間が棒連結器となっている。

### 外観・内装
外観については大きな変化はなく、3521形後期車から改造された車両は前面の雨樋が埋め込まれているほか、車体断面や冷房装置取り付け高さも7801形および3521形前期車から改造された車両と異なっている。種車が奇数・偶数で向きが異なっていたため、中間車の3001形は奇数車・偶数車で戸袋の位置が逆になっている。
内装は荷物棚が網棚からパイプ製のものに交換されたほか、化粧板も従来の青系から7001・7101形以降で採用された緑系の格子柄に変更された。1987年改造の3107F以降6編成の内装は、8000系と同じベージュ系の化粧板に更新された。3111Fと3112Fは化粧板を客室のみベージュ系に更新し、乗務員室は従来の緑系のまま存置された。

### 主要機器
主電動機は、東洋電機製造製の直流複巻整流子電動機であるTDK-8175-A（1時間定格出力110kW）に換装した。制動装置は回生ブレーキ併用のHSC-Rに換装され、制御装置は三菱電機製の界磁チョッパ制御装置であるFCM-118-15-MRHを3101形に装備した。
補助電源装置は7901形が搭載していた110kVAのCLG-350-Mを、改造後も3001形に継続して装備し、空気圧縮機は7901形から流用したDH25-DまたはM-20-Dを3201形に2基搭載したが、3207以降はC-2000-Mに換装された。
台車は種車の住友金属工業FS-341およびFS-341Tを流用、3001形は3201形になる7801形・3521形にFS-341Tを譲り、自車は逆にFS-341に換装した。いずれの台車も鋳造式である。

### 改番対照表
7801形1次車および3521形から3000系への改番は下表の通り。3011と3012は2代目で、3011形とは無関係。
| 新/旧             | ← 梅田元町 →            | ← 梅田元町 →       | ← 梅田元町 →          | ← 梅田元町 →            | ← 梅田元町 →       | ← 梅田元町 →          | 備考 |
| 新車種 （旧車種） | クモハ Mc (クモハ) (Mc) | モハ M' (サハ) (T) | クハ Tc (クモハ) (Mc) | クモハ Mc (クモハ) (Mc) | モハ M' (サハ) (T) | クハ Tc (クモハ) (Mc) | 備考 |
| 新番号 （旧番号） | 3101 (7801)             | 3001 (7901)        | 3201 (3522)           | 3102 (3521)             | 3002 (7902)        | 3202 (7802)           |      |
| 新番号 （旧番号） | 3103 (7809)             | 3003 (7909)        | 3203 (3530)           | 3104 (3527)             | 3004 (7908)        | 3204 (7808)           |      |
| 新番号 （旧番号） | 3105 (7803)             | 3005 (7903)        | 3205 (3524)           | 3106 (3531)             | 3006 (7912)        | 3206 (7812)           |      |
| 新番号 （旧番号） | 3107 (7805)             | 3007 (7905)        | 3207 (3526)           | 3108 (3523)             | 3008 (7904)        | 3208 (7804)           |      |
| 新番号 （旧番号） | 3109 (7807)             | 3009 (7907)        | 3209 (3528)           | 3110 (3525)             | 3010 (7906)        | 3210 (7806)           |      |
| 新番号 （旧番号） | 3111 (7811)             | 3011 (7911)        | 3211 (3532)           | 3112 (3529)             | 3012 (7910)        | 3212 (7810)           |      |

## 運用の変遷
登場後は急行系運用に幅広く投入された。多くの優等列車運用では本系列3両×2本で6両編成を組んで運用されていたが、当時は急行・準急運用の一部に5両編成が残っていたため、本系列に3501形2両や7801形・7861形2両を併結して5両編成を組成して運行されることもあった。7801形や7861形と併結する場合、3000系の回生ブレーキは作動するが、抑速ノッチは作用しなかった。また、1986年から1993年にかけては7801形と7861形で3両ユニットを組んだ編成とも6両編成を組んで運用されていた。
本線の急行系運用が全て6両編成化されると、以後は3両編成2本を連結した事実上の6両固定編成となり、中間に入った先頭車同士の幌は中間車用の1枚幌に換装された。このほか、3102F+3101Fの編成以外は大阪方に奇数番号の編成+神戸方偶数番号の編成で6両編成を組成したことから、3102・3201の2両を除いて旧3521形改造の先頭車はすべて中間に入り、雨樋を埋め込んだ後期車からの改造車も営業運転時に先頭車として運用されることはなくなった。この他、時期は不明であるが3201 - 3206に搭載の空気圧縮機を3207以降と同じC-2000-Mに換装している。

### 阪神・淡路大震災
1995年1月17日に発生した阪神・淡路大震災により、3000系は2編成12両が被災した。被災編成とその後の経過については以下の通り。
- 3103F+3104F
石屋川車庫12番線において脱線。大阪市西淀川区に設けられた仮設の車両置き場搬出後、尼崎車庫に搬送の上修繕、3103Fが6月14日に、3104Fが6月26日に復旧した[11]。
- 3109F+3110F
石屋川車庫6番線において脱線。仮設の車両置き場搬出後、3月31日付で廃車[11]。

### 廃車
3000系は6両編成で本線の特急・急行などで運用されていたが、阪神梅田 - 山陽姫路間の直通特急運転開始後は運用の幅が狭まった。1998年2月の直通特急運転開始に伴うダイヤ改正によって急行系車両の運用減少により、3102F+3101Fおよび3103F+3104Fが2月13日に運用を離脱、5500系5505F・5507F・5509Fに置き換えられて2月16日付で廃車された。
2001年以降9300系の新造に伴って再び置き換えが始まり、3105F+3106Fが9501Fに代替されて同年3月31日付で廃車され、この時点で3000系は6両編成2本の12両が残るのみとなった。残る編成も3107F+3108Fが9503Fの代替新造に伴って2002年3月31日付で廃車、最後に残った3111F+3112Fも9505Fの登場により2003年3月14日の運用を最後に営業運行を終了、直後の3月16日付で廃車され、3000系は形式消滅となった。

## 編成表

### 登場時
1989年9月20日現在。
| ← 梅田元町 → | ← 梅田元町 → | ← 梅田元町 → | 改造竣工       |
| クモハ Mc    | モハ M'      | クハ Tc      |                |
| 3101         | 3001         | 3201         | 1983年9月1日   |
| 3102         | 3002         | 3202         | 1983年3月30日  |
| 3103         | 3003         | 3203         | 1984年8月4日   |
| 3104         | 3004         | 3204         | 1984年9月29日  |
| 3105         | 3005         | 3205         | 1985年12月24日 |
| 3106         | 3006         | 3206         | 1986年6月9日   |
| 3107         | 3007         | 3207         | 1987年9月28日  |
| 3108         | 3008         | 3208         | 1987年8月3日   |
| 3109         | 3009         | 3209         | 1988年6月2日   |
| 3110         | 3010         | 3210         | 1988年7月15日  |
| 3111         | 3011         | 3211         | 1989年7月18日  |
| 3112         | 3012         | 3212         | 1989年5月16日  |

### 6両固定化後
震災の前日、1995年1月16日現在。
| ← 梅田元町 → | ← 梅田元町 → | ← 梅田元町 → | ← 梅田元町 → | ← 梅田元町 → | ← 梅田元町 → | 廃車          |
| クモハ Mc    | モハ M'      | クハ Tc      | クモハ Mc    | モハ M'      | クハ Tc      |               |
| 3102         | 3002         | 3202         | 3101         | 3001         | 3201         | 1998年2月16日 |
| 3103         | 3003         | 3203         | 3104         | 3004         | 3204         | 1998年2月16日 |
| 3105         | 3005         | 3205         | 3106         | 3006         | 3206         | 2001年3月31日 |
| 3107         | 3007         | 3207         | 3108         | 3008         | 3208         | 2002年3月31日 |
| 3109         | 3009         | 3209         | 3110         | 3010         | 3210         | 1995年3月31日 |
| 3111         | 3011         | 3211         | 3112         | 3012         | 3212         | 2003年3月16日 |